# Franziskanerkloster Saalfeld (Thüringen)

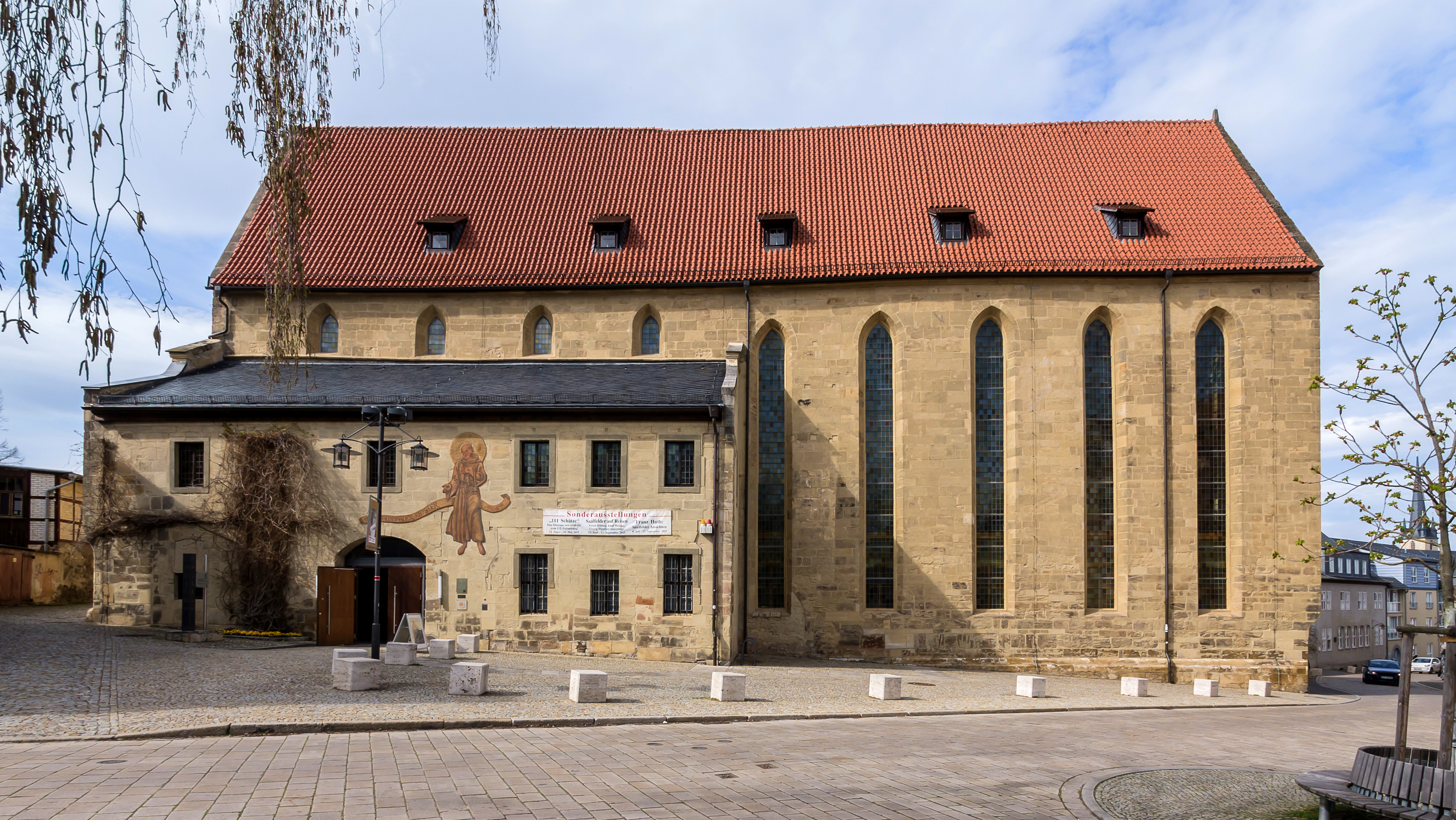
Franziskanerkirche St. Andreas Saalfeld als Museum

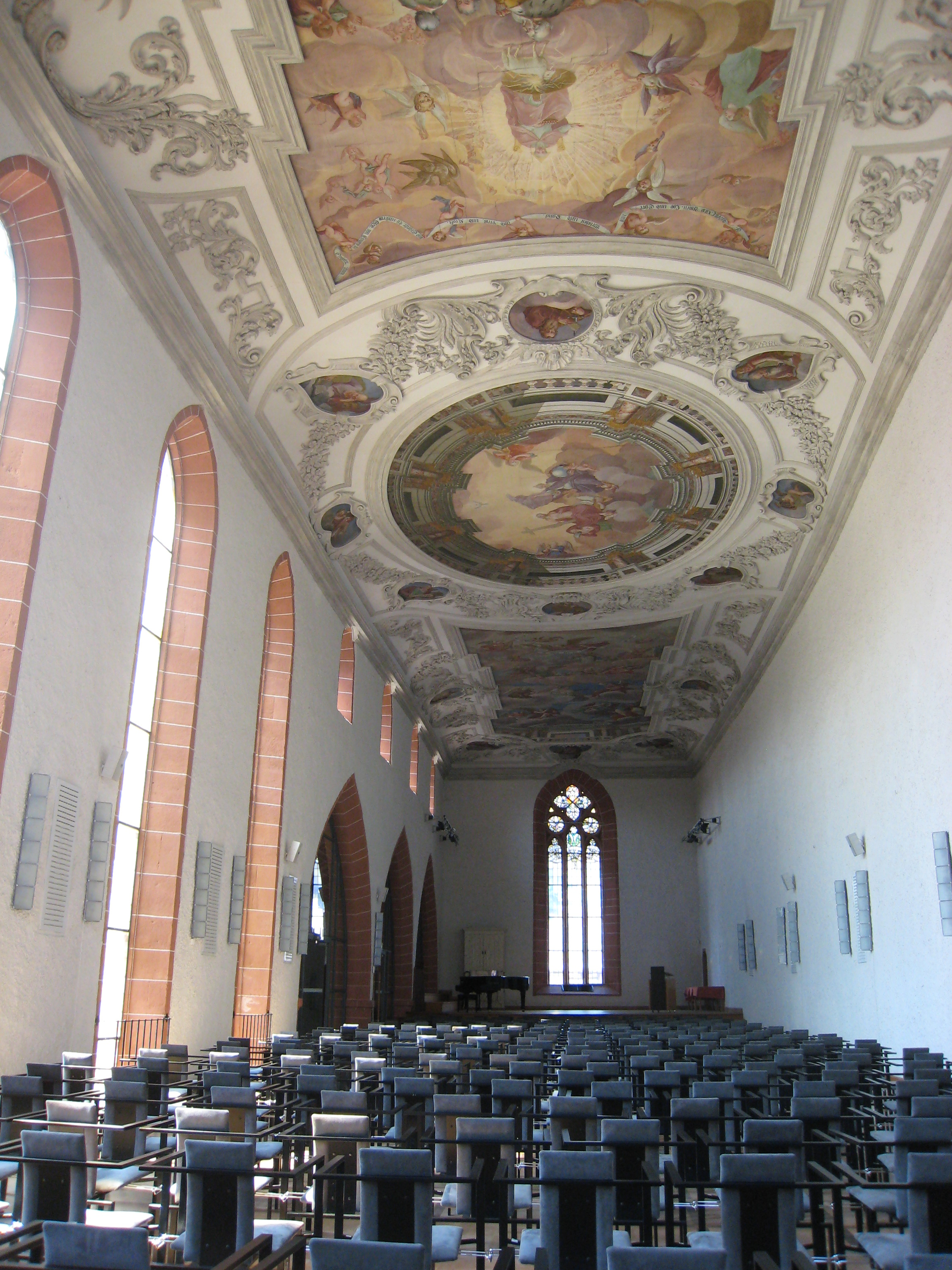
Inneres der Klosterkirche mit barocker Deckengestaltung

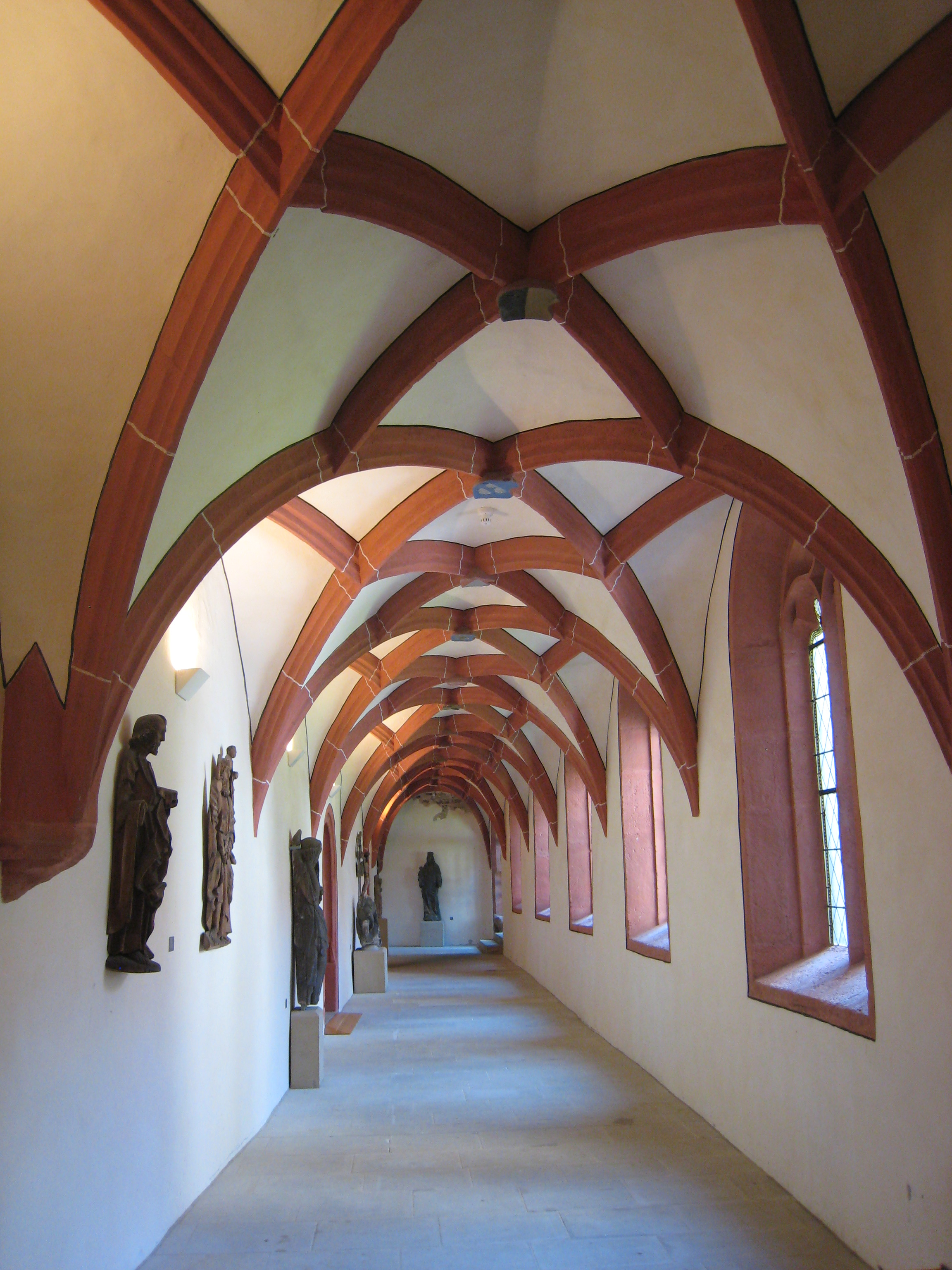
Kreuzgang

Das Franziskanerkloster Saalfeld, auch Barfüßerkloster, in Saalfeld/Saale (Thüringen) bestand von etwa 1250 bis 1534.
Um 1250 gründeten Brüder des 1210 entstandenen Franziskanerordens in Saalfeld einen Konvent. Unterstützt wurden sie von den Grafen von Orlamünde und Schwarzburg. Erstmals urkundlich erwähnt wurde das Kloster, das Teil der Sächsischen Franziskanerprovinz war, am 16. Juni 1265. Zum Kloster gehörte eine 1293 gebaute Kirche im Stil einer Bettelordenskirche, die das Patrozinium des Apostels Andreas trug. Die Anlage wurde bei einem Brand im Jahr 1432 zerstört, aber sofort wieder errichtet. Landgraf Wilhelm III., Herzog von Sachsen, bemühte sich 1460, im Saalfelder Kloster wie in den Konventen in Eisenach (Franziskanerkloster St. Paul), Langensalza und Weimar die Observanz und damit eine strengere Befolgung der Ordensregeln einzuführen, was in Saalfeld jedoch nicht dauerhaft gelang.
Infolge der Reformation mussten die Franziskaner 1534 Kloster und Stadt verlassen. Fünf Brüder konnten in Saalfeld bleiben und erhielten eine lebenslange Unterhaltszahlung. Der Kirchenbau wurde zunächst als lutherisches Gotteshaus weitergenutzt und erhielt 1724 eine barocke Deckengestaltung von dem Gothaer Hofmaler Johann Heinrich Ritter; später diente das Bauwerk profanen Zwecken. Im Klostergebäude wurde eine Lateinschule eingerichtet, die bis 1914 bestand. Seit 1999 beherbergt es ausschließlich das Stadtmuseum Saalfeld im Franziskanerkloster, das 1904 zunächst in einem kleinen Teil des Kreuzgangs gegründet worden war.